# خواهرخواندگی (شهرها)

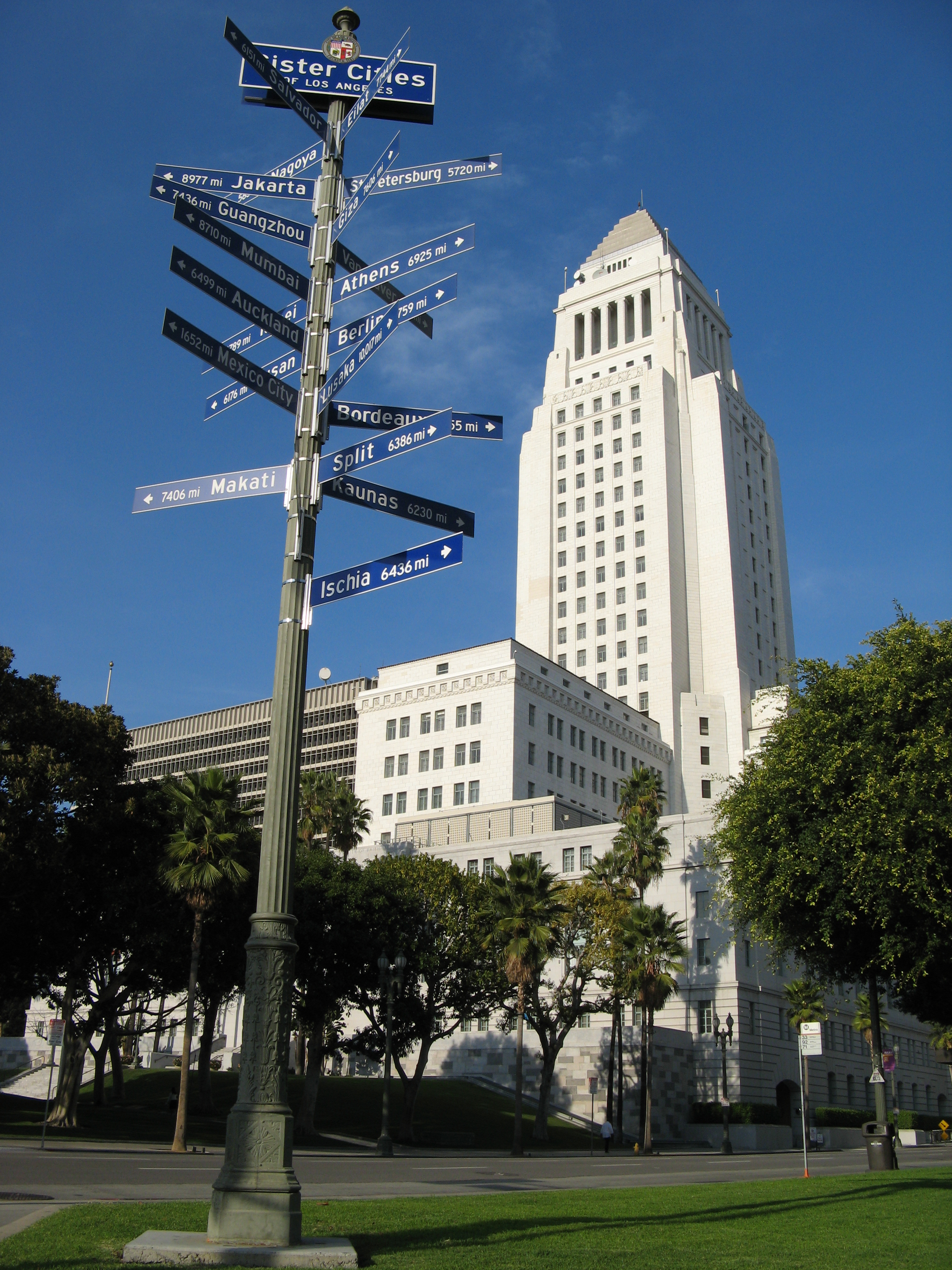
شهرداری لس آنجلس همراه نشانگر شهر‌ های خواهرخوانده.

خواهرخواندگی قراردادی است میان سران کشورها یا سران دو شهر که برای ایجاد همبستگی و پیوندهای بیشتر انسانی و فرهنگی بسته می‌شود.
خواهرخواندگی واژه‌ای است که از اروپا وارد دیگر کشورها شده و برای نخستین بار در سال ۱۹۲۰ پس از جنگ جهانی اول این قرارداد بین یک شهر انگلیس و یک شهر در فرانسه بسته شد و تا سال ۱۹۸۶ ادامه داشت؛ هدف از این قرارداد پیوند و افزایش بستگی میان شهروندان دو شهری است که دارای منافع مشترک هستند. مفاد این قراردادها موضوعات فرهنگی اقتصادی و بازرگانی و اخیراً ورزشی را شامل می‌شود در ادبیات اروپایی خواهرخواندگی به شهرهای دوقلو یا همسان هم گفته می‌شوند، اما در کشورهای آسیایی و آمریکایی اصطلاح خواهر خواندگی رواج بیشتر دارد. علت به‌کارگیری واژه خواهرخواندگی به این اعتبار است که در بیشتر زبانهای دنیا واژه شهر مؤنث است.معمولاً دو شهر برای خواهر خواندگی باید دارای تشابهاتی باشند مثلاً دو شهر تاریخی، دو شهر علمی یا دانشگاهی یا دو بندر یا حتی دو سمبل مشترک باشند که این انگیزه را ایجاد کند. رونق و رواج گردشگری بین دو شهر خواهرخوانده و نامگذاری متقابل نام خیابانهایی به نام شهر خواهر خوانده از جمله نتایج اعلام خواهرخواندگی شهرها است.

## کاربرد اصطلاح در کشورهای مختلف
- در اروپا به این‌گونه شهرها شهرهای دوقلو یا شهرهای دوستی نیز می‌گویند.
- در آمریکای شمالی و استرالیا از همین اصطلاح (شهر خواهر) استفاده می‌شود.